# Белградський метрополітен
Будівництво Белградського метро (серб. Београдски метро, Beogradski metro) в столиці Сербії розпочали 22 листопада 2021 року. Старт проєкту неодноразово переносили з різних причин, в основному через брак фінансування.
Белград (населення 1,7 млн осіб) є найбільшим європейським містом без метро. На разі тут є міська залізнична система БГ Воз.